# Scott Hall
Scott Oliver Hall (n. 20 octombrie 1958, Maryland, SUA – d. 14 martie 2022, Marietta⁠(d), Georgia, SUA) a fost un wrestler american cu o carieră care se întinde pe parcursul a trei decenii. A activat sub diverse nume de ring, dintre care cel mai cunoscut este cel folosit în WWF - Razor Ramon. A evoluat în numeroase promoții de wrestling: American Wrestling Association, World Wrestling Federation, World Championship Wrestling, Extreme Championship Wrestling și Total Nonstop Action Wrestling. Finisherul său era Powerbomb.

## Titluri în Wrestling
- American Wrestling Association
  - AWA World Tag Team Championship (1 dată) – cu Curt Hennig[4]
- DDT Pro-Wrestling
  - Ironman Heavymetalweight Championship (1 dată)[5]
- Pro Wrestling Illustrated
  - Match of the Year (1994)[6] vs. Shawn Michaels in a ladder match at WrestleMania X
  - Most Improved Wrestler of the Year (1992)[7]
  - Tag Team of the Year (1997)[8] with Kevin Nash
  - Ranked No. 7 of the top 500 singles wrestlers in the PWI 500 in 1994[9]
  - Ranked No. 72 of the top 500 singles wrestlers of the PWI Years in 2003[10]
  - Ranked No. 40 and No. 98 of the top 100 tag teams of the PWI Years with Kevin Nash and Curt Hennig, respectively, in 2003[11]
- United States Wrestling Association
  - USWA Unified World Heavyweight Championship (1 dată)[12]
- World Championship Wrestling
  - WCW World Television Championship (1 dată)[13]
  - WCW United States Heavyweight Championship (2 ori)[14][15]
  - WCW World Tag Team Championship (7 ori) – cu Kevin Nash (6) și The Giant (1)[16]
  - World War 3 (1997)[17]
- Total Nonstop Action Wrestling
  - TNA World Tag Team Championship (1 dată) – cu Kevin Nash și Eric Young[a]
- World Wrestling Council
  - WWC Caribbean Heavyweight Championship (1 dată)[18]
  - WWC Universal Heavyweight Championship (1 dată)[19]
- World Wrestling Federation/WWE
  - WWF Intercontinental Championship (4 ori)[20][21][22][23]
  - WWE Hall of Fame (Class of 2014)
  - Slammy Awards (2 ori)
    - Most Spectacular Match (1994)  vs. Shawn Michaels într-un ladder match la WrestleMania X
    - Match of the Year (1996) vs. Shawn Michaels la SummerSlam[24]
- Wrestling Observer Newsletter
  - 5 Star Match (1994) vs. Shawn Michaels in a ladder match at WrestleMania X
  - Match of the Year (1994) vs. Shawn Michaels într-un ladder match at WrestleMania X
  - Best Gimmick (1996) as a member of New World Order
  - Most Disgusting Promotional Tactic (1998) Exploitation of his alcoholism in a gimmick